# Schloss Vehn

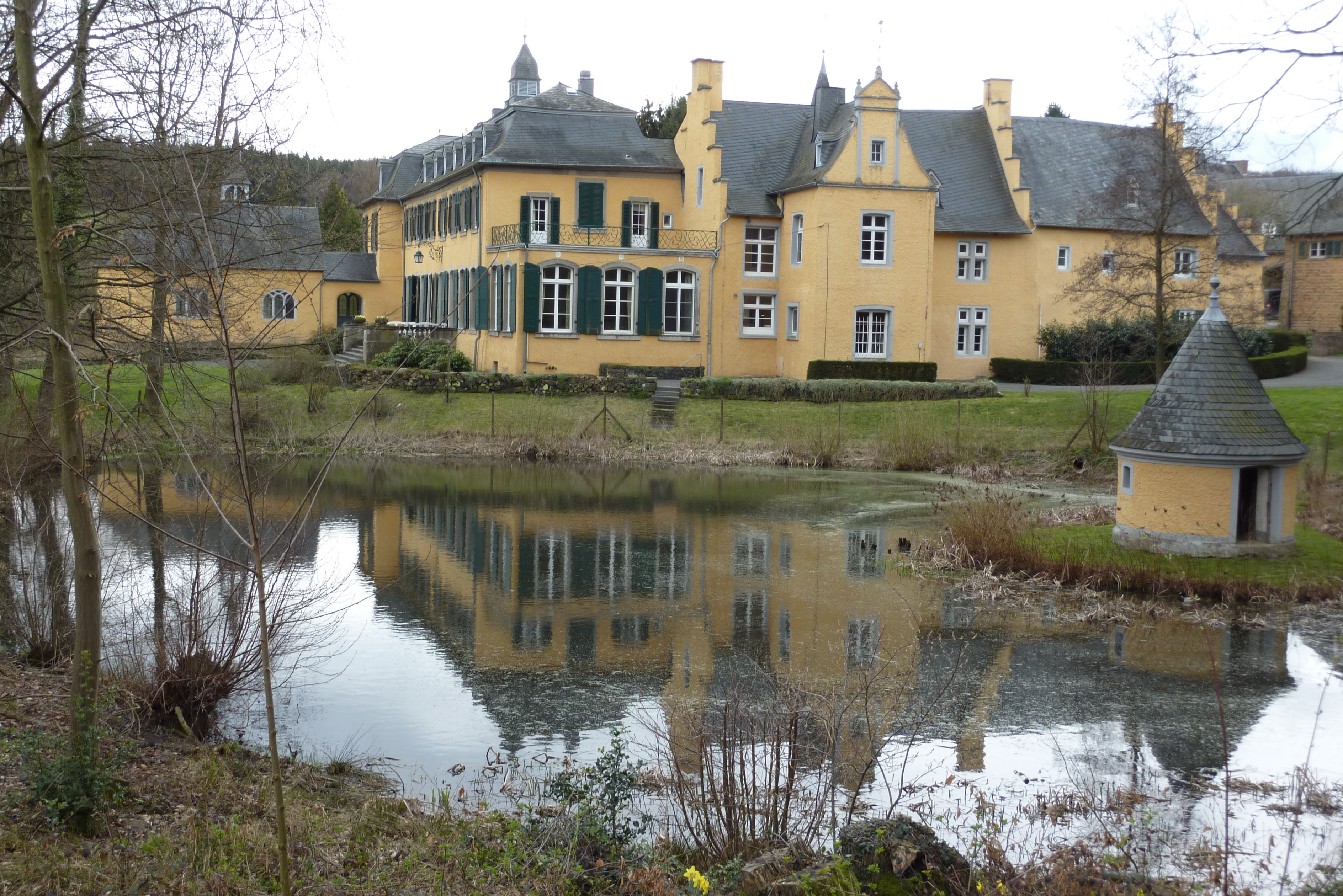
Schloss Vehn mit Kapelle (linker Bildrand)

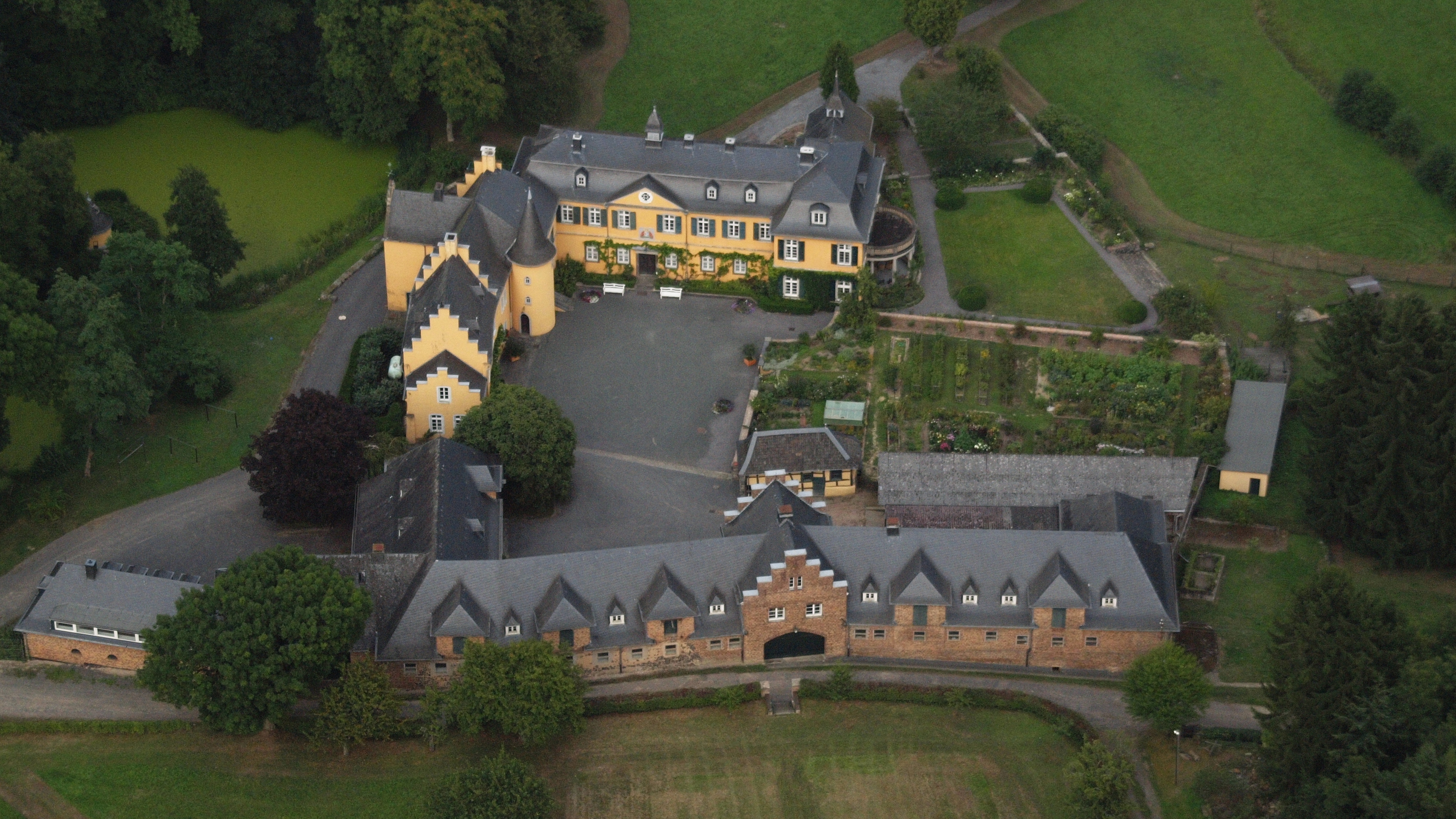
Luftaufnahme aus westlicher Richtung

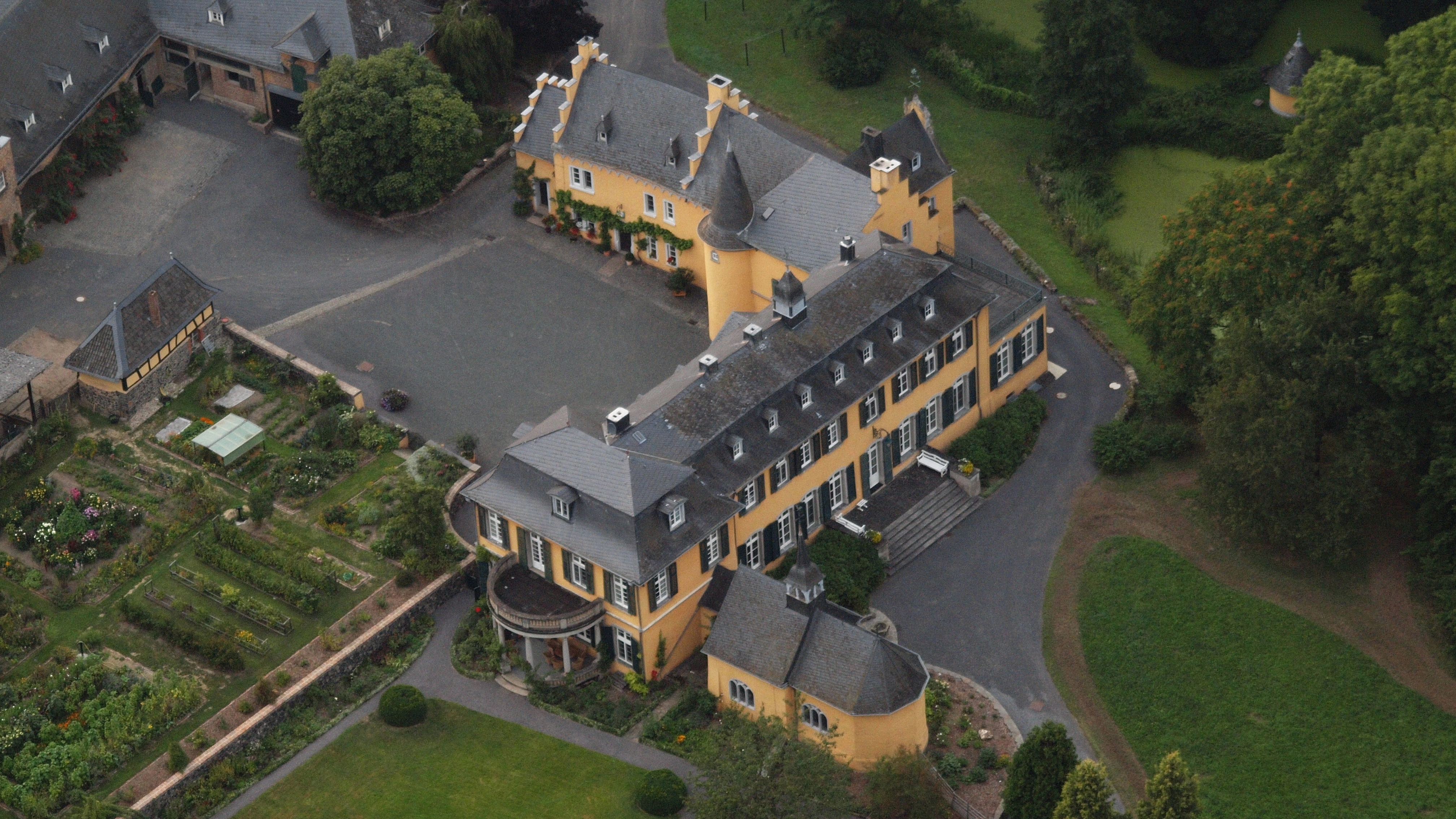
Luftaufnahme aus südöstlicher Richtung

Das Schloss Vehn ist ein Schloss am Waldrand von Löhndorf, einem Stadtteil von Sinzig im Landkreis Ahrweiler (Rheinland-Pfalz). Das Schloss ist ein schützenswertes Denkmal.

## Geschichte
Die erstmalige Erwähnung von Vehn ist im Jahr 1019 durch eine Schenkungsurkunde des Erzbischofs Heribert von Köln überliefert, der dem Kloster Deutz Güter vermachte. Nach 1266 wurde der Hof mit den Gütern zunächst an die Burggrafen der Landskron als Lehen vergeben, nach 1370 an die Herren Colve von Ahrweiler und schließlich 1564 an Wilhelm von Orsbeck.
Der Nordflügel dieser Zweiflügelanlage ist mit der Jahreszahl 1753 versehen, wobei in der ersten Hälfte des 19. Jahrhunderts größere Umbaumaßnahmen vorgenommen wurden. Es wurden Stufengiebel hinzugefügt und ein Teil der Anlage wurde verputzt. Der Hauptflügel besitzt am Eingang ein Wappen der Familie von Hocherbach, die 1676 bis 1795 Lehensherren waren, und einen vierseitigen Dachreiter. Während der französischen Herrschaft im Rheinland wurden die geistlichen Güter vom französischen Staat eingezogen und versteigert. Das Schloss wurde 1965 von Bahlsen erworben und ist im Besitz einer Erbengemeinschaft der Familien von Nordeck und Bahlsen.

## Kapelle
Der heutige Kapellenbau stammt aus dem 17. Jahrhundert und hat ungewöhnliche Proportionen. Das Kirchenschiff ist nur 3,95 Meter lang und 2,75 Meter breit; der Chor dagegen ist 5,65 Meter lang und 2,75 Meter breit. Nur noch der Barockaltar von 1690 ist von der Ausstattung vor Ort zu sehen. Solange das Dorf Löhndorf keinen eigenen Pfarrer und keine eigene Kirche hatte, mussten die Bewohner den Gottesdienst in der Schlosskapelle feiern. Nach der Errichtung einer eigenen Pfarrei und dem 1830 erfolgten Bau der Kirche im Ort diente die Schlosskapelle nur noch der privaten Nutzung.